# Issurf
Issurf (isbräda, iceboard windsurf) är en kombination av isjakt, vindsurfing och skateboard. Vindsurfrigg (segel, mast och bom) monteras längst fram på en förstorad skateboard där hjulupphängningen (truckarna) är gärna breddade, och istället för hjul monteras v-slipade medar. Alternativa lösningar finns med tre medar. Även varianter en fena/med på en modifierad snowboard finns, vilka även är användbara på snö. Hembyggen är vanliga men även serieproducerade produkter finns. Även kategorier där skridskor, snowboard eller skidor används tillsammans med handhållna vingar, segel eller kitesurf-drakar. Den kanske enklaste varianten består av ett vindsurfingsegel med en soppslev i botten mot isen som glidyta och skridskor på seglaren.
En issurfbräda med medar framförs på samma sätt som en vindsurfbräda i planing, då man använder "fotstyrning".
I lätta vindar är issurf ett bra sätt att lära sig hantera ett vindsurfsegel eftersom man inte behöver ta hänsyn till att styra med seglet, störande vågor och man slipper bli blöt då man tappar balansen. Att lära sig gippa och slå är också mycket enkelt, då man har god tid på sig att utföra momenten eftersom man befinner sig i ett planings-liknande tillstånd så fort man rör sig framåt.
Även i måttliga vindar kommer man upp i höga farter. 50-70 km/h uppnås med lätthet. Små segel är lämpligast(3-5 kvadratmeter) och maximalt uthal/nedhal för att få platt segel. Detta eftersom man når mycket hög fart i förhållande till vinden.
GPS-hastighetsmätning tillför ett tävlingsmoment där man kan jämföra sig med utövare över hela världen inom flera olika klasser. 
Hjälm och armbågsskydd rekommenderas, plus annan säkerhetsutrustning när man är på isen.